# Овчинцев, Владимир Петрович
Овчинцев Владимир Петрович - поэт, член СП СССР, член Союза Писателей РФ, заслуженный работник культуры РФ(2002г.), председатель правления Волгоградской организации Союза писателей России(1992 - 2015гг.), председатель Волгоградского регионального отделения Всероссийской политической партии «Единая Россия»(2001 - 2003гг.), член КПСС, депутат Волгоградской областной Думы (с 2004 - 2014гг.), заместитель председателя Волгоградской областной Думы 4-го созыва (2009 – 2014гг.) Один из инициаторов рождения областного журнала «Отчий край». Владимир Овчинцев является автором и соавтором более 30 поэтических и прозаических книг, изданных в Волгограде и Москве, его подборки публиковались в журналах «Юность», «Студенческий меридиан», «Альманах поэзии», в центральных и областных газетах.

## Биография
Владимир Овчинцев родился 25 декабря 1945 года в семье потомственных рабочих завода «Баррикады». Трудовая деятельность Владимира Петровича началась в 1963 г. после окончания средней школы г.Волгограда на оборонном предприятии «Баррикады» в качестве ученика токаря. Работал инженером, секретарем комитета комсомола 27-тысячного завода.
В 1975 году В.П. Овчинцев переведен на работу в аппарат обкома комсомола на должность заместителя заведующего отделом пропаганды и культурно-массовой работы. После комсомола работал в областном комитете КПСС (от инструктора до управляющего делами), областной и городской администрациях.
В 1998 г. лидер Волгоградского регионального отделения Всероссийского общественно-политического движения «Наш Дом – Россия».
С 2001 по 2003 год возглавлял региональное отделение Всероссийской политической партии «Единая Россия». Стоял у истоков становления партии "Единая Россия" в Волгоградской области.
С 2003 г. являлся депутатом  Волгоградской областной Думы и заместителем председателя Волгоградской областной думы по вопросам социальной политики и культуры.
Автор и соавтор порядка 60 законопроектов, регулирующих различные аспекты деятельности социальной сферы, направленных на поддержку детей, многодетных семей, инвалидов, ветеранов.
Инициатор создания единой программы по адресной социальной помощи населению, где все мероприятия государственной поддержки малоимущей части населения, инвалидам, детям-сиротам, пенсионерам взаимосвязаны и представлены в единой системе, является организатором системы лечебно-педагогических общин (коммун) – новой для России формы реабилитации детей-инвалидов и детей-сирот на основе общественных, семейных отношений.
Владимир Петрович с 13 лет занимался в литературном кружке известной русской поэтессы Маргариты Агашиной. В 14 лет в областной газете опубликованы его первые стихи.
Первая книга стихов «Солдатское поле» вышла в 1983 г. в Нижне-Волжском книжном издательстве. Затем выходят его книги «Звезды полупустыни» – 1992 г., «Избранное – 1995 г., «Конопатая весна» – сборник детских стихов изданных в Италии в 1995 г., «Избицкий Дом» – в 1995 г., «Запах дождя» – в 1997 г., «Посвящение» – в 1999 г.
Владимир Овчинцев также является поэтом-песенником и детским поэтом.Первая его песня – «Песня о нашей части», прозвучала еще в армии в исполнении хора. «Песню о Волгограде» и «Россия Родина» написал Владимир Мигуля, «Шукшинский утес» — Анатолий Климов, певцы Ольга Гетте и Александр Макаренко записали альбом песен на стихи Овчинцева «Галера любви», в Австрии вышел авторский компакт-диск «Галера любви».  В сотрудничестве с композитором Владимиром Мигулей за песню «Россия Родина» («Свеча») на конкурсе в Италии автор получил приз. Написаны восемь песен для пьесы «Безобразная Эльза». Перу поэта принадлежит около 160 песен и самая известная «Вальс Победы».
В 1994 году за личный вклад в дело развития культуры региона Владимир Овчинцев на конкурсе г.Волгограда «Провинциальная Муза»/"Царицынская Муза" становится лауреатом и Человеком года.
В ноябре 1999 года он удостоен медали имени Константина Симонова Международной ассоциации писателей баталистов и маринистов за книги стихов «Запах дождя» и «Посвящение».
По рекомендации главы администрации Волгоградской области Николая Кирилловича Максюты Владимир Овчинцев включен в энциклопедию «Лучшие люди России» (выпуск 2005 года), как человек, внесший значительный вклад в отечественную культуру.

## Произведения
- День Алисы: стихи для мл. шк. возраста. – Волгоград: Издатель, 2008. – 70 с.: ил.
- Конопатая весна. – Волгоград: Ведо, 1995. – 53 с.: ил.
- Поднебесье: стихи о любви и природе. – Волгоград: Издатель, 2009. – 178 с.: ил.
- Раз – ворона, два – ворона: стихи для мл. шк. возраста. – Волгоград: Издатель, 2005. – 45 с.: ил.
- Снега полей: стихи, проза, публицистика. – Волгоград: Издатель, 2005. – 456 с.: фотоил.
- Стихотворения. – Волгоград: Станица, 1995. – 186 с.
- Троица: избранные стихотворения, репродукции картин волгоградских художников из частной коллекции В. Овчинцева. - Волгоград: Издатель, 2010. - 221 с.: ил.
- Сережкины приколы: стихи для мл. шк. возраста. - Волгоград: Станица-2, 2005. - 384 с.: ил.